# Pferdeeisenbahnmuseum Budweis

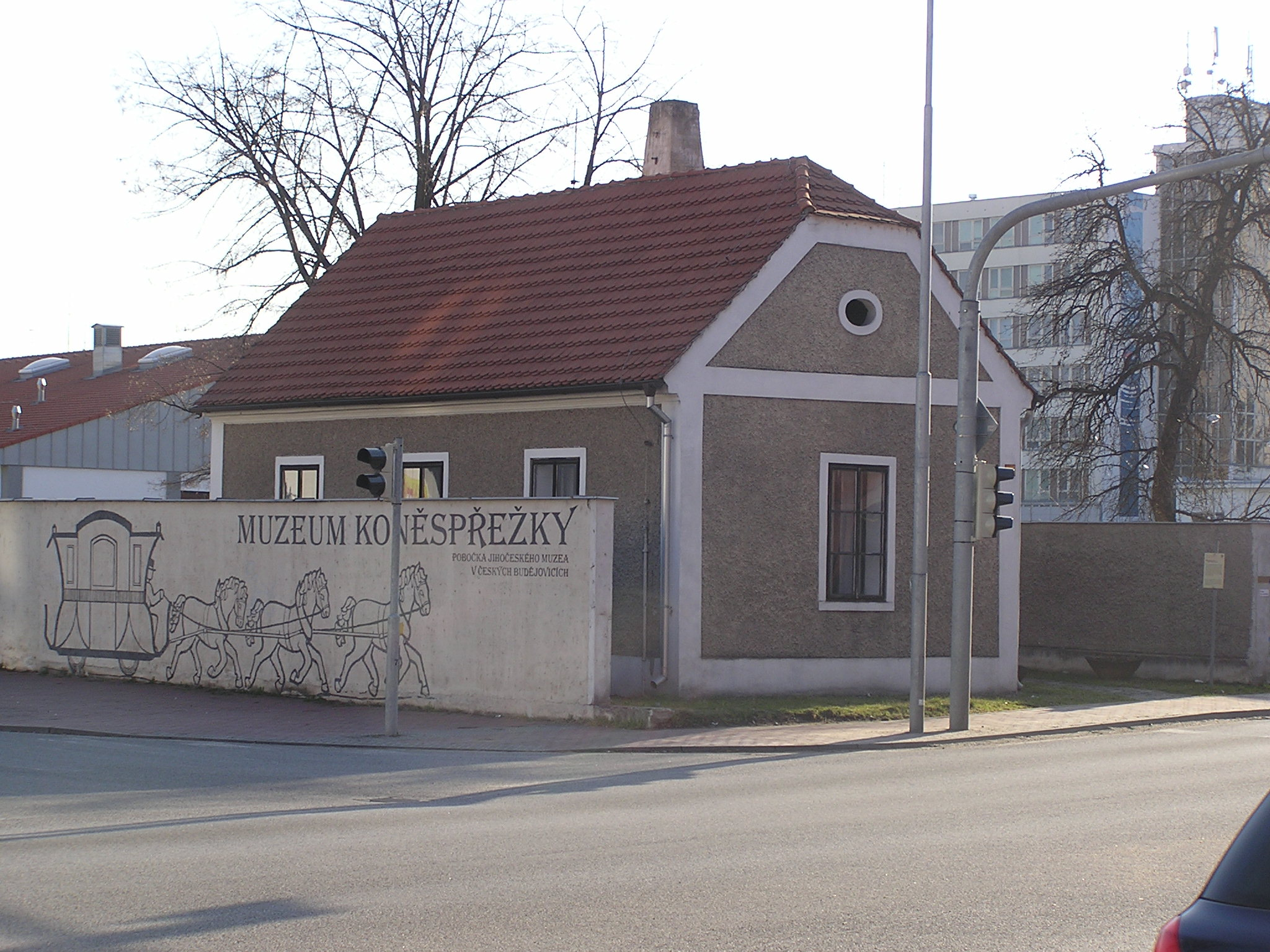
Pferdeeisenbahnmuseum Budweis

Das Pferdeeisenbahnmuseum (Muzeum koněspřežky) in Budweis (České Budějovice) ist eine Außenstelle des Südböhmischen Museums und erinnert an die Pferdeeisenbahn Budweis–Linz–Gmunden, die von 1827 bis 1872 in Betrieb war, bis sie durch dampfbetriebene Züge abgelöst wurde. Das ehemalige Bahnwärterhaus ist ein geschütztes Kulturdenkmal.

## Geschichte
Der über tausend Jahre lang belegte Salzhandel zwischen Oberösterreich und Böhmen am sogenannten Linzer Steig wurde durch den Einsatz der Pferdeeisenbahn billiger und schneller. Am 7. September 1827 wurde die 50 km lange Teilstrecke von Budweis nach Zartlesdorf (Rybník) in der Gemeinde Dolní Dvořiště eröffnet. Entlang der 128 km langen, nördlich der Donau gelegenen Strecke von Budweis nach Linz-Urfahr standen in einem Abstand von rund zweieinhalb Kilometern insgesamt 52 Häuschen für die Bahnwärter, die sich in der Hierarchie der Eisenbahngesellschaft auf der niedrigsten Stufe befanden.
Die Wärterhäuschen standen bevorzugt in der Nähe von Weichen, Eisenbahn-Straßen-Kreuzungen, Brücken und Bahnhöfen. Sie hatten einen Vorraum, eine Rauchküche und entweder ein oder zwei Zimmer. Die Wohnfläche betrug demgemäß zwischen 30 und 50 Quadratmetern.
Das Bahnwärterhaus Nr. 1 in Budweis wurde im Jahr 1828 erbaut und war früher Bestandteil des Frachtenbahnhofs. Von dort führte die Trasse auf einem 400 Meter langen Damm durch den heute trockengelegten Krumauer Teich und weiter über die Eisenbahnbrücke zu den Salzlagern in der České ulice (Böhmische Gasse) im Zentrum von Budweis und zu den Personenkassen an der Ecke zur Piaristická ulice (Piaristengasse). Im Jahr 1977 wurde das Wärterhaus Nr. 1 im Zuge einer Straßenverbreiterung um 10 Meter nach Süden versetzt.

## Gebäude
Das Pferdeeisenbahnmuseum befindet sich im ersten Bahnwärterhaus außerhalb des Stadtzentrums von Budweis. Es liegt in der Mánesova 10 gegenüber den Gebäuden der Firma Koh-i-Noor Hardtmuth an der südlichen Hauptumfahrungsstraße von Budweis.
Das eingeschossige Haus mit ziegelgedecktem Krüppelwalmdach ist weitgehend im Originalzustand erhalten. Es besitzt zwei Wohnräume und gehört damit zur größeren Ausführung der Wärterhäuser.

## Ausstellung
Die Dauerausstellung vermittelt einerseits die Geschichte und Gegenwart der Bahnwärterhäuser und bringt andererseits das schwierige Leben der Eisenbahnwärter näher. In den Räumen befinden sich Schautafeln, Modelle, Geräte, Möbel und auch eine interaktive digitale Station.
Seit 2014 ist das Museum in den Sommermonaten öffentlich zugänglich.